# Elecciones provinciales de Mendoza de 1938
Las elecciones generales de la provincia de Mendoza de 1938 tuvieron lugar el domingo 6 de enero del mencionado año con el objetivo de renovar los cargos de Gobernador y Vicegobernador, así como 12 de los 36 escaños de la Cámara de Diputados provinciales por la segunda sección electoral. Fueron las sextas elecciones provinciales mendocinas desde la instauración del sufragio secreto en la Argentina, y las segundas desde el establecimiento del régimen conservador de la Década Infame, que se perpetuaba en el poder por medio del fraude electoral. La Unión Cívica Radical (UCR), principal partido de la oposición, se abstenía en la mayoría de los comicios fraudulentos, pero en Mendoza, un amplio sector del radicalismo, denominado lencinismo, concurrió a las elecciones a partir de 1933. Después de 1935, la abstención se levantó y, luego de las elecciones presidenciales fraudulentas de 1937, el lencinismo y el radicalismo oficialista se reunificaron brevemente. El Partido Socialista (PS), por su parte, se dividió a su vez entre un sector favorable a cooperar con el radicalismo, denominado Partido Socialista Obrero (PSO), y una línea oficial que se oponía.
En gran medida debido a la reunificación radical, el fraude electoral fue mucho más pronunciado que en elecciones anteriores. Denunciando presión e intimidación por parte del gobierno, los fiscales de mesa radicales se vieron forzados a retirarse el día de las elecciones. El candidato del Partido Demócrata de Mendoza (PD), gobernante desde 1932, Rodolfo Corominas Segura, venció con el 88.98% de los votos contra el solo 5.38% de Alberto Saá, de la unificada Unión Cívica Radical, y el 4.49% de Benito Marianetti, del Partido Socialista Obrero, que derrotó al socialismo oficial, encabezado por José Palacín que recibió solo el 1.15% restante. La participación fue del 76.38% del electorado registrado.
Varios legisladores provinciales opositores e incluso diputados nacionales renunciaron en protesta por las elecciones, destacando el socialista José Alurralde. Corominas Segura asumió su cargo el 18 de febrero de 1938, convirtiéndose en el tercer gobernador del régimen fraudulento.